# Paul Koebe
Paul Koebe (1882-1945) est un mathématicien allemand qui a travaillé principalement en théorie des fonctions. Sa contribution la plus importante concerne le théorème d'uniformisation des surfaces de Riemann.

## Biographie
Koebe étudie à Kiel (semestre d'été 1900) puis à la Technische Hochschule et à l'université de Berlin, où il obtient un doctorat sous la direction de Hermann Amandus Schwarz en 1905. Un autre de ses maîtres est Friedrich Schottky. Il change ensuite pour l'université de Göttingen, où il soutient en 1907 une habilitation et où il est nommé en 1910 professeur extraordinaire. De 1911 à 1914 il est professeur extraordinaire à l'université de Leipzig, puis professeur ordinaire à l'université d'Iéna, et à partir de 1926 professeur ordinaire à Leipzig, où il est, entre 1933 et 1935, doyen de la faculté de mathématiques et sciences naturelles. En 1922 il reçoit le prix Alfred Ackermann-Teubner. Il fait partie des signataires, en novembre 1933,  du Bekenntnis der deutschen Professoren zu Adolf Hitler, la déclaration des professeurs des universités et écoles supérieures allemandes envers Adolf Hitler.
Koebe était membre de l'Académie des sciences de Saxe, de l'Académie royale des sciences de Prusse, de l'Académie des sciences de Heidelberg et de l'Académie des sciences de Göttingen ainsi que de l'Académie finlandaise des sciences. Parmi ses élèves, il y a Herbert Grötzsch, Alfred Fischer, Karl Georgi, Georg Feigl, Ernst Graeser, Walter Brödel. Heinz Prüfer obtient son habilitation sous sa direction et a été son assistant. D'après le Mathematics Genealogy Project, Koebe a quelque 650 descendants scientifiques.

## Travaux
Koebe devient connu en 1907 par sa démonstration, la même année que Henri Poincaré, du  théorème d'uniformisation des surfaces de Riemann, à la suite de travaux de Felix Klein, Schwarz ; Poincaré démontre le théorème par sa « méthode de balayage ». Ce théorème généralise le théorème de l'application conforme à des surfaces de Riemann. Il résout ainsi le 22e des problèmes de Hilbert. Pour sa démonstration, il utilise le théorème du quart de Koebe. Une autre démonstration, datant de 1914, est une simplification de la preuve donnée par Carathéodory en 1912. 
Un des théorèmes de déformation de Koebe (ou distorsion, "Verzerrungssatz") est le théorème du quart de Koebe sur les transformations du disque unité par des fonctions biholomorphes ; ce théorème affirme que le disque ouvert de rayon 1/4 autour de l'origine est contenu dans l'image du disque ouvert unité par toute fonction biholomorphe, ou plus exactement "schlicht" (=injective "planaire") du disque dans lui-mème. La valeur 1/4 est la meilleure Welkonstante possible, comme le montre la fonction de Koebe {\displaystyle f(z)=z/(1-z)^{2}}.
Koebe a aussi étudié la représentation conforme sur des domaines circulaires (circle domains, ou "Kreisbereich"), c'est-à-dire de domaines dont les composantes connexes de la frontière est une réunion de cercles ou de points, et a posé le Kreisnormierungsproblem qui est de savoir si toute région du plan est conformément équivalente à un tel domaine circulaire. Il a démontré (dès 1905, dans le célèbre journal JBDMV) (en s'inspirant des travaux de Riemann (Nachlass) et la thèse de Schottky) la conjecture pour des domaines finiment connexes. Ces études sont reprises ultérieurement par l'école de William Thurston. Oded Schramm a démontré en 1992, dans ce contexte, une conjecture de Koebe restée ouverte. Cependant la conjecture initiale  dans toute sa généralité reste ouverte (malgré l'expertise de Herbert Groetzsch qui a longuement médité sur la problématique. La conjecture semble hors d'atteinte même avec la technologie "quasi-conforme".

## Publications (sélection)
- « Über die Uniformisierung beliebiger analytischer Kurven » , Göttinger Nachrichten 1907 — d'autres articles dans le même volume
- « Über die Uniformisierung der algebraischen Kurven I », Mathematische Annalen, vol. 67, no 2,‎ 1909, p. 145-224 ;

Teil II, Teil III, Teil IV
- « Über die konforme Abbildung mehrfach zusammenhängender ebener Bereiche, insbesondere solcher Bereiche, deren Begrenzung durch Kreise gebildet wird », Jahresberichte des Deutschen Mathematikervereins, 1906.
- « Über die konforme Abbildung mehrfach zusammenhängender Bereiche », Jahresberichte des Deutschen Mathematikervereins, 1910.